# Kanton Rive-de-Gier
Der Kanton Rive-de-Gier ist seit 1790 ein französischer Wahlkreis im Arrondissement Saint-Étienne, im Département Loire und in der Region Auvergne-Rhône-Alpes. Hauptort ist Rive-de-Gier.

## Gemeinden
Der Kanton besteht aus elf Gemeinden mit insgesamt 44.167 Einwohnern (Stand: 2022) auf einer Gesamtfläche von 88,60 km²:
| Gemeinde               | Einwohner 1. Januar 2022 | Fläche km² | Dichte Einw./km² | Code INSEE | Postleitzahl |
| ---------------------- | ------------------------ | ---------- | ---------------- | ---------- | ------------ |
| Châteauneuf            | 1.700                    | 13,65      | 125              | 42053      | 42800        |
| Dargoire               | 523                      | 1,92       | 272              | 42083      | 42800        |
| Farnay                 | 1.358                    | 7,93       | 171              | 42093      | 42320        |
| Genilac                | 3.821                    | 8,67       | 441              | 42225      | 42800        |
| La Grand-Croix         | 4.951                    | 4,05       | 1.222            | 42103      | 42320        |
| Lorette                | 4.896                    | 3,41       | 1.436            | 42123      | 42420        |
| Rive-de-Gier           | 15.457                   | 7,33       | 2.109            | 42186      | 42800        |
| Saint-Joseph           | 1.978                    | 8,05       | 246              | 42242      | 42800        |
| Saint-Martin-la-Plaine | 3.768                    | 9,70       | 388              | 42259      | 42800        |
| Saint-Paul-en-Jarez    | 4.758                    | 19,98      | 238              | 42271      | 42740        |
| Tartaras               | 957                      | 3,91       | 245              | 42307      | 42800        |
| Kanton Rive-de-Gier    | 44.167                   | 88,60      | 498              | 4210       | –            |

Bis 2015 bestand der Kanton Boën-sur-Lignon aus den zehn Gemeinden: Châteauneuf, Dargoire, Genilac, Pavezin, Rive-de-Gier, Saint-Joseph, Saint-Martin-la-Plaine, Saint-Romain-en-Jarez, Sainte-Croix-en-Jarez und Tartaras.